# Adalzira Bittencourt
Adalzira Cavalcanti de Albuquerque Bittencourt Ferrara (Bragança Paulista, 2 de novembro de 1904 - Rio de Janeiro, 28 de outubro de 1976) foi uma advogada, poeta e escritora brasileira.
Adalzira Bittencourt foi uma das primeiras a escrever sobre a importância da mulher brasileira na literatura. Passou sua vida inteira dedicando-se a escrever sobre a capacidade das mulheres em realizarem ações e feitos grandiosos e desafiadores em meio à sociedade machista.

## Biografia
Logo em sua adolescência, Adalzira foi fundadora, diretora e redatora do jornal Miosótis, em Piracicaba (SP). Ainda jovem, ela mudou-se para a capital paulista, lugar onde iniciou seus estudos. Desde a infância, ela é atraída pela poesia, mas foi apenas por volta dos 15 anos que ela começou a ter seus primeiros poemas publicados na imprensa mineira e paulista. Começou a lançar livros de poesia em 1919. Seu primeiro poema publicado foi Mal-me-quer, que contou com o prefácio escrito por Vicente de Carvalho.
Em 1927, formou-se em Direito pela Universidade de São Paulo (USP), sendo a única mulher de sua turma. Fez cursos de aperfeiçoamento na Europa (estudou Sociologia na Itália e Direito Internacional na Holanda) e foi professora universitária em Buenos Aires (Argentina). Além disso, como militante da divulgação e propagação da poesia brasileira, ela realizou conferências sobre literatura brasileira no Brasil e também no exterior (Estados Unidos, México e Argentina).
Enquanto morou em Buenos Aires, ela promoveu a "Hora da poesia brasileira" na Associação Cultural Argentina-Brasileira Júlia Lopes de Almeida. Além disso, foi redatora do jornal internacional La Jeunesse et La Paix Du Monde.
Em 1932, fundou uma escola para menores abandonados e a liga infantil Pró-Paz, considerada a primeira organização pacifista do Brasil. Interessada por aspectos educacionais, Adalzira fundou uma escola destinada especificamente para menores abandonados, uma questão que a preocupava muito. E que, inclusive, foi enfatizada no seu memorialístico Trinta e Sete Dias em Nova York. No qual ela revela que tinha ideias de como lidar com essa questão: fundando uma escola que oferecesse educação específica para eles.
Nas Letras, Adalzira foi membro-fundador da Academia Feminista de Letras, no Rio de Janeiro, sendo aclamada sua primeira presidente. Em 1943, Adalzira organizou a Primeira Exposição do Livro Feminino no Rio de Janeiro e participou do 3º Congresso da Raça, promovido pela Sociedade Brasileira de Urologia. Em 1949, realizou o mesmo evento em São Paulo.
Foi membro da Academia de Letras das Três Fronteiras, da Academia Guanabarina de Letras, do Pen (Poetry, Essay and Novel, isto é, Poesia, Ensaio e Romance) Clube do Brasil, da União Brasileira de Escritores, e de outras entidades culturais, nacionais e estrangeiras.
Mais tarde, em 1951, ela também fundou o jornal Mensageiro do Lar das Crianças, no Rio de Janeiro. Anteriormente, já havia sido redatora do jornal internacional La Jeunesse et La Paix Du Monde, além de fundar e dirigir o periódico O Miosótis, em São Paulo. Ainda na área da Educação, criou o Clube Cruz Verde, no Rio de Janeiro, com o propósito de ensinar a juventude a amar e respeitar a natureza, em uma antecipação das recentes preocupações ambientalistas.

## Campo da Escrita
Como escritora, publicou contos, romances, novelas, poemas, muitos deles traduzidos para o espanhol ou alemão. Sob o pseudônimo de Alba Maguary, também contribuiu em jornais e revistas brasileiras. Sua extensa obra permaneceu praticamente desconhecida, até que, na década de 1990, grupos de estudos feministas em universidades brasileiras começaram a utilizá-la como base.
Em 1929, publicou o seu primeiro romance: Sua Excelência: a Presidente da República no Ano 2500, no qual o feminismo venceu e libertou o país das calamidades causadas pelos homens.
Dentre suas importantes produções literárias sobre a mulher brasileira, destacam-se Mulheres e livros (1948), A mulher paulista na história (1954). Seu projeto de maior fôlego foi o Dicionário bibliográfico de mulheres ilustres, notáveis e intelectuais do Brasil (1969), obra que pretendia catalogar todas as mulheres de destaque no país. Adalzira publicou três volumes do Dicionário (correspondentes às letras A e B), mas a obra ficou inacabada devido à sua morte em 1976.

## Campo Político
Mesmo não havendo registros de envolvimento direto de Adalzira nas lutas sociais das mulheres no século XX - com o movimento organizado de mulheres da década de 1930, engajado na luta sufragista, ou no pós-1945, participando dos embates pela afirmação da cidadania feminina -, ela representou o feminismo em seu trabalho em prol da valorização da história feminina. Valores e posicionamentos, como supernacionalismo, autoritarismo e fanatismo, presentes na obra Sua Excelência: a Presidente da República no Ano 2500, fazem parte da posição da autora.
Como membro de várias comissões governamentais durante a ditadura de Getúlio Vargas, Adalzira participou de decisões políticas referentes a exames médicos pré-nupciais, aborto, eutanásia e esterilização involuntária.
Militante do Partido Republicano Feminino, que se apoiava predominantemente no ideário de Auguste Comte, o qual valorizava a mulher como moralmente superior ao homem e verdadeira base da nação, como esposa e educadora dos futuros cidadãos do mundo.
Adalzira fez parte da primeira onda de feminismo brasileiro. Em determinado momento, ela defende o seu próprio conceito de feminismo: feminismo brasileiro. Não o feminismo importado, mas, sim, o feminismo latino. É colocar a mulher no seu lugar. Ela deve saber ensinar o caminho reto do dever, a aplicação de patrimônios, a honestidade e a justiça aos seus filhos.

## Romance

#### Sua Excelência: a Presidente da República no Ano 2500- (1929)
Bittencourt não define seu livro como um romance, muito menos como ficção científica, pois, para ela, sua intenção não era narrar uma história em si, mas apresentá-la dentro de uma proposta pedagógica, ainda que exista por trás uma história romântica tradicional no texto, mesmo que seja um romance proibido.  O livro assemelha-se ao inventado por Monteiro Lobato em 1926 (O choque de raças ou O presidente negro - Romance americano), exceto pela repercussão, que não foi nem próxima deste.
O livro de Lobato mostra como a divisão do eleitorado branco em 2228 permite a eleição nos EUA de um presidente negro, o que faz os brancos se unirem novamente para colocar os negros “sob controle”
Ela retrata uma sociedade utópica, na qual o Brasil é governado por Mariângela de Albuquerque, uma paulista de 28 nos formada em Medicina e Direito - que é a personificação dos seus ideais positivistas de perfeição física e moral de Adalzira. A visão do progresso nacional de Bittencourt estava baseada no movimento eugênico dos padrões americanos.
O feminismo triunfara e, a partir de então, medidas radicais foram tomadas para efetivamente transformarem o país. A principal delas foi a formação de uma super-raça, com homens que atingiam a altura média de até 2,40 metros e mulheres até 1,80 metro, expectativa de vida variando na média de 130 a 180 anos e cidadãos geneticamente bem constituídos.
A sociedade católica criada por Bittencourt buscava a perfeição. Nessa nova República a eutanásia era permitida através de uma injeção narcotizante para os doentes da popularmente conhecida como lepra (hanseníase). Além disso, não havia nenhum tipo de vício, mendicância - aos mendigos que podiam trabalhar foi dado trabalho e, aos demais, a internação em sanatórios -, analfabetismo, luz elétrica, rede de esgoto e saúde eram garantidas para todos os cidadãos.
O divórcio era permitido e os prostíbulos foram fechados, pois o sexo existia apenas com a finalidade de procriação e tinha lugar definido (o Palácio das Princesas do Brasil), no qual moças jovens e eugenicamente perfeitas relacionavam-se sexualmente com homens em iguais condições para gerarem filhos que seriam entregues a casais estéreis. As crianças, então, passariam aos cuidados do Governo para serem educadas até o final da adolescência, (assim como representado em A República, de Platão).
Para demonstrar que as mulheres não são mais levadas por questões sentimentais, o romance mostra a autora do projeto tendo um filho com lepra, porém, ela não volta atrás e seu filho também é eliminado por não fazer parte do grupo de pessoas que eram dignas de viver.
Com o tempo, o brasileiro se transformaria naturalmente em agricultor, industrial-inventor e ecologista. A formação do homem é certamente uma preocupação central na obra e, principalmente, na vida de Adalzira, que oscila entre posições conservadoras e progressistas, tanto nesse campo quanto em toda a sua obra.
Ponto crucial em sua vida pessoal: a educação. Ela defende que a educação do futuro deve ser ativa, em consenso com as ideias do educador brasileiro Anísio Teixeira e do Manifesto da Escola Nova de 1932. Aspecto tipicamente progressista para a época, mas, ao mesmo tempo, no futuro imaginado em seu romance, o exercício mental da memorização é uma prática vigente. Tem-se um fusão de propostas contraditórias e pouco compatíveis.
Apesar de não haver pobreza extrema e mendigos, o governo de Mariângela impunha o poder estatal através do medo, não promovendo, assim, a união pacífica entre todas as classes. Ao mesmo tempo em que a protagonista defende a posição da mulher como um agente transformador da sociedade, sua postura é conservadora em relação à maternidade e ao papel da mulher no lar.
Ao mesmo tempo em que defende um novo papel social para as mulheres, Bittencourt estabelece a necessidade de uma “Escola das Mães”, para que “renasça em suas jovens discípulas a tradição de que a mulher deve saber que a mais bela missão que tem sobre a terra é a de ser mãe”. Essa utopia biológica e moral, em que o homem brasileiro teria atingido seu ápice, seria a grande realização dos eugenistas brasileiros.
O grande porém de todo o romance é que a presidente Mariangela de Albuquerque apaixona-se por um pintor, Jorge, com quem não conhece pessoalmente, apenas troca cartas amorosas. Cansada de esperar o amante, a primeira mandatária ordena que ele seja trazido, algemado, em sua presença. O problema foi quando ela o encontrou pessoalmente, ele era o tipo de pessoa que Mariangela jamais teria permitido que vivesse. “Era lindo de rosto, mas tinha não mais do que 90 cm de altura e tinha nas costas uma corcunda enorme.” Após a sua surpresa, a presidente eugenista ordena, implacável e imediatamente, a eutanásia no até então amado.

## Obras

### Poema
- 1919 - Mal-me-quer
- 1929 - A corça e leão
- 1940 - Alegria
- 1943 - Surgiu no céu mais uma estrela
- 1948 - De rosas tapecei teus caminhos
- 1951 - Ofertório
- 1957 - Voltou a primavera
- 1963 - Galope de astros
- 1963 - Um violão ao luar
- 1964 - Cantigas e rosas para a noiva da colina

### Romance
- 1929 - Sua Excelência: a Presidente da República no Ano 2500

### Não ficção
- 1942 - Trinta e sete dias em Nova York
- 1942 - Liameradas
- 1946 - Louros e livros
- 1948 - Mulheres e livros
- 1951 - Coletânea de poetas paulistas (org Enéas de Moura)
- 1952 - Getúlio Vargas visto no estrangeiro
- 1954 - A Mulher Paulista na História
- 1969 - Dicionário bibliográfico de mulheres ilustres, notáveis e intelectuais do Brasil

## Falecimento
De volta ao Rio de Janeiro, Adalzira veio a falecer em 28 de outubro de 1976. Adalzira deixou uma obra inacabada: o Dicionário bio-bibliográfico de mulheres ilustres, notáveis e intelectuais do Brasil, publicado em 1969. Bittencourt só conseguiu completar os três primeiros volumes, referentes às letras A e B.

## Cronologia
- 1904 - Nascimento em São Paulo.
- 1919 - Começou a lançar livros de poesia.
- 1927 - Formou-se em Direito pela Universidade de São Paulo (USP).
- 1929 - Escreveu seu principal romance Sua Excelência: a Presidente da República no Ano 2500.
- 1932 - Fundou uma escola para menores abandonados e a liga infantil Pró-Paz, considerada a primeira organização pacifista do Brasil.
- 1943 - Organizou a Primeira Exposição do Livro Feminino no Rio de Janeiro.
- 1943 - Participou do 3º Congresso da Raça, promovido pela Sociedade Brasileira de Urologia.
- 1949 - Realizou o mesmo evento em São Paulo.
- 1951 - Fundou o jornal Mensageiro do Lar das Crianças, no Rio de Janeiro.
- 1969 - Começou a escrever o seu último livro Dicionário bibliográfico de mulheres ilustres, notáveis e intelectuais do Brasil.
- 1976 - Falecimento no Rio de Janeiro.

## Escritoras relacionadas
- Ercília Nogueira Cobra
- Helena Pereira da Silva Ohashi
- Júlia Lopes de Almeida
- Margaret Sanger